# Marie-Christine Lemardeley
Marie-Christine Lemardeley, née Cunci le 3 février 1953 à Paris (7e), est une angliciste et femme politique française.
Elle est présidente de l'université Sorbonne-Nouvelle - Paris 3 d'avril 2008 à avril 2014.
Échouant à être élue aux élections municipales de 2014, puis à celles de 2020 dans le 5e arrondissement de Paris, elle est néanmoins élue conseillère de Paris puis nommée, depuis le 5 avril 2014, adjointe à la maire de Paris, Anne Hidalgo, chargée de toutes les questions relatives à l'enseignement supérieur, la vie étudiante et la recherche.

## Biographie

### Jeunesse
Fille de Roger Cunci et sœur de Delphine Ernotte, présidente de France Télévisions, elle épouse Pierre Lemardeley en 1987.
Après avoir obtenu le baccalauréat en 1969, elle est admise à l’École normale supérieure de jeunes filles en 1972 et obtient une licence d’anglais à l’université Paris IV. Elle obtient en 1973 une licence de sciences de l’éducation à l’université Paris V puis une maîtrise d’anglais à Paris IV grâce à un mémoire sur Samuel Beckett rédigé à l’université d'Oxford.
Elle obtient un CAPES d’anglais et l’agrégation d'anglais en 1975 et une cinquième année d’ENS au cours de laquelle elle devient Teaching-Assistant à l’université de l'Utah, à Salt Lake City. En 1980, elle obtient un DEA d’anglais et soutient une thèse de doctorat de 3e cycle : Anne Sexton et la poésie confessionnelle (1928-1974) à l'université Paris III.

### Carrière universitaire
Lauréate d’une bourse Fulbright, elle retourne aux États-Unis où elle poursuit des recherches bibliographiques à la bibliothèque du Congrès à Washington et est reçue comme visiting fellow à l'université de Princeton. En 1988, elle soutient sa thèse d'État, Trois femmes. Étude simultanée de poésie américaine (1960-80). Adrienne Rich, Erica Jong, May Swenson (en), sous la direction du doyen Roland Tissot, à l'université Lumière-Lyon-II.
Elle a commencé à enseigner d’abord comme professeure agrégée d'anglais au lycée technique Adolphe-Chérioux (d) de Vitry-sur-Seine de 1977 à 1982 et, à partir de 1982, elle est assistante à la Sorbonne-Nouvelle, UFR des pays anglophones. En 1988 elle devient maître de conférences et en 1990, professeur à la Sorbonne-Nouvelle.
Marie-Christine Lemardeley a conduit des travaux de recherche dans le domaine des études anglophones. Elle a co-présidé l’équipe d’accueil « Littératures et arts du monde anglophone, XXe et XXIe siècles » de la Sorbonne-Nouvelle et encadré près de trente thèses au sein de l’école doctorale « Études anglophones, germanophones et européennes » de la Sorbonne-Nouvelle.
Elle s’intéresse particulièrement à deux champs : l’écriture féminine et le « genre », et les liens entre littérature et linguistique.
Marie-Christine Lemardeley a été :
- directrice du Collège néerlandais à la Cité internationale universitaire de Paris (CIUP) ;
- corédactrice de la Revue française d’études américaines[10] ;
- experte chargée de diverses missions au ministère de l’Éducation nationale (notamment membre du comité stratégique des langues[11]) ;
- directrice de l'UFR du Monde anglophone de l’université Sorbonne-Nouvelle[12].

En avril 2008, elle est élue présidente de l’université Sorbonne-Nouvelle – Paris 3 et elle est réélue pour un second mandat en avril 2012. Elle continue à encadrer et faire soutenir des thèses de doctorat en littérature américaine.

### Adjointe à la maire de Paris en charge de l'enseignement supérieur, de la recherche et de la vie étudiante
Le 27 août 2013, elle a donné son accord à la proposition d’Anne Hidalgo de conduire la liste de rassemblement de la gauche dans le 5e arrondissement de Paris, en vue des élections municipales de 2014.
Son arrivée dans l'arrondissement a été critiquée, tant par l'opposition que par des membres du Parti socialiste local. En effet, un autre candidat, Bernard Rullier, habitant depuis plus de vingt ans l'arrondissement et ancien conseiller d'arrondissement, faisait campagne pour être choisi tête de liste des socialistes,. Il s'ensuit que des militants socialistes locaux se sont opposés à sa nomination allant jusqu'à réclamer, par 38 voix sur 48, la désignation de leur propre candidat. Pour résoudre ce problème, Anne Hidalgo a supprimé le vote permettant toute désignation de candidat dans l'arrondissement. Le 16 novembre 2013, lors de la première commission permettant d'élaborer la liste des co-listiers proposée par la candidate, cette dernière a été refusée par deux fois par les militants locaux, nécessitant l'élaboration d'une autre version validée, le 21 novembre 2013.
Lors du second tour des municipales, elle n'obtient pas la majorité dans l'arrondissement face à la candidate UMP-UDI-MoDem, Florence Berthout mais est élue au Conseil de Paris. Le 5 avril 2014, la nouvelle maire de Paris, Anne Hidalgo, nomme Marie-Christine Lemardeley adjointe en charge de l'enseignement supérieur, de la recherche et de la vie étudiante.
En 2014, elle est élue présidente de l'École supérieure de physique et de chimie industrielles de la ville de Paris (ESPCI). L'année suivante, elle soumet au Conseil de Paris un vaste projet de transformation et d'agrandissement de l'école de près de 1,5 ha pour un montant de 176 millions d'euros. L'ambition du projet voté par le Conseil de Paris est de redonner à l'ESPCI une visibilité internationale et d'ouvrir l'école sur l'extérieur, sur le quartier, avec un nouvel espace vert de 3 900 m2. Le chantier qui a démarré au second semestre 2017 s’achèvera en 2026.
Elle fut notamment chargée de la création de douze lieux de vie et de travail, aménagés courant 2017, pour les étudiants parisiens dans les restaurants et résidences universitaires de la capitale. Sous son impulsion, la ville de Paris investit 9,3 millions d’euros sur la mandature pour soutenir le Crous de Paris dans la rénovation d’espaces de restauration, d'un centre sportif et l’aménagement de ces douze espaces d’étude et de vie associatives.

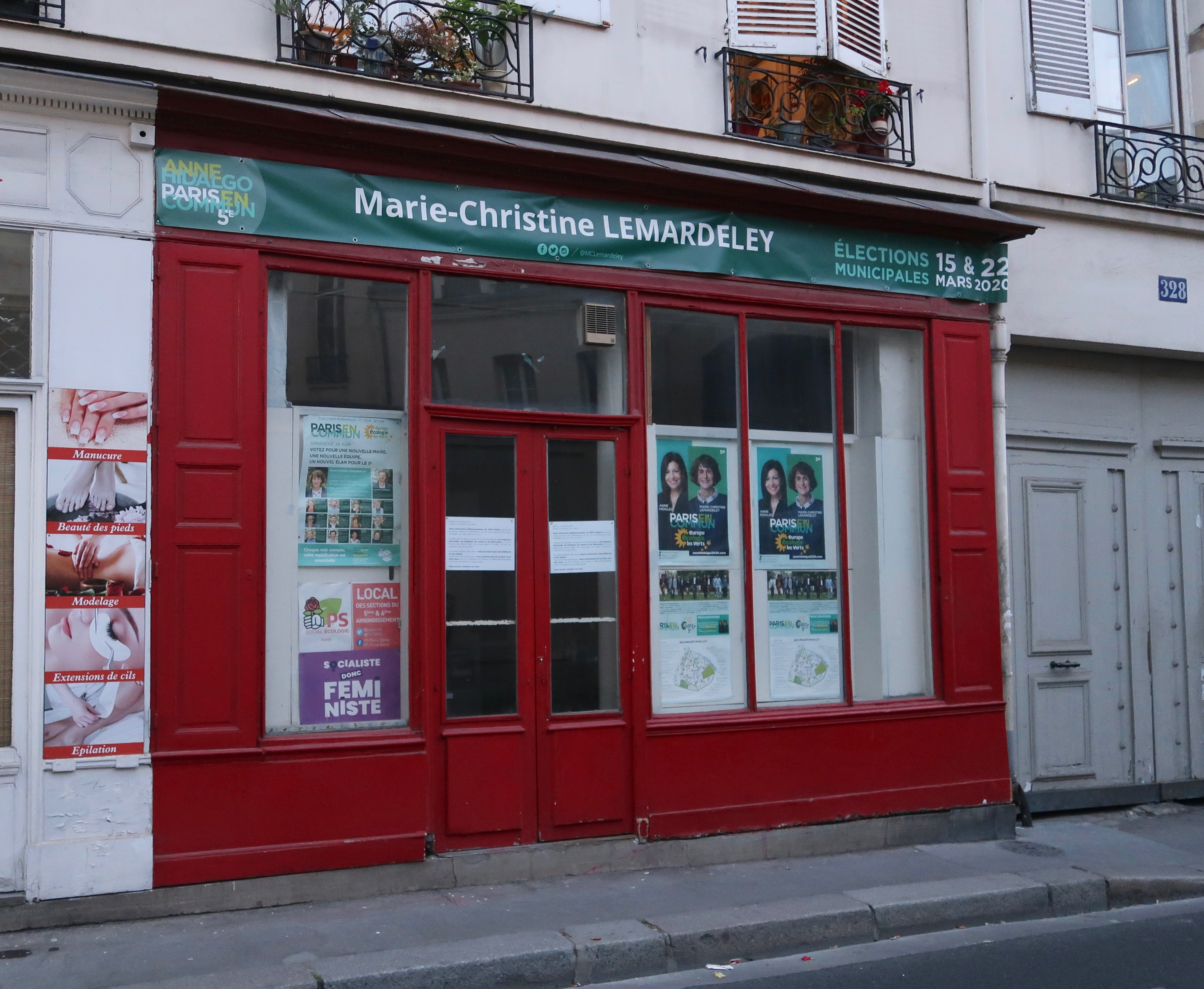
Local de campagne, 328 rue Saint-Jacques.

En 2018, Marie-Christine Lemardeley inaugure la résidence étudiante Simone Veil située dans le 14e arrondissement. La résidence porte à 4 450 le nombre de logements sociaux étudiants ouverts au cours de la mandature 2014-2020, sur un objectif de 6 000.

En avril 2019, Marie-Christine Lemardeley signe un partenariat avec l'École polytechnique de Palaiseau. L'école est chargée de proposer une évaluation économique des politiques et des mesures déployées pour atteindre les objectifs du Plan Climat de la Ville de Paris. Elle pilote, la même année, un plan permettant la construction de deux nouveaux restaurants universitaires, 300 logements sociaux, et un gymnase.de restructuration sur 25 000 m2 pour un coût total de 29 M€. Le projet a notamment pour but de renforcer l'attractivité internationale de la faculté du Quartier Latin.
En octobre 2019, Marie-Christine Lemardeley est choisie par Anne Hidalgo comme tête de liste du 5e arrondissement de Paris pour les élections municipales de 2020. À l'issue du second tour, elle arrive une nouvelle fois en deuxième position, derrière la maire sortante Florence Berthout. Elle est cependant reconduite dans ses fonctions d'adjointe à la maire de Paris.

## Synthèse des résultats électoraux

### Élections municipales
Les résultats ci-dessous concernent uniquement les élections où elle est tête de liste.
| Année | Liste                                   | Liste      | Commune  | 1er tour | 1er tour | 1er tour | 2d tour | 2d tour | 2d tour | Sièges obtenus | Sièges obtenus | Sièges obtenus |
| Année | Liste                                   | Liste      | Commune  | Voix     | %        | Rang     | Voix    | %       | Rang    | CA             | CP             | MGP            |
| ----- | --------------------------------------- | ---------- | -------- | -------- | -------- | -------- | ------- | ------- | ------- | -------------- | -------------- | -------------- |
| 2014  |                                         | PS-PCF-PRG | Paris 5e | 7 550    | 33,94    | 1re      | 11 127  | 48,70   | 2e      | 2 / 10         | 1 / 4          |                |
| 2020  | PS - PCF - PP - G·s - AE - ND - R&S- PE | 4 448      | Paris 5e | 25,41    | 2e       | 7 832    | 48,08   | 2e      | 3 / 14  | 1 / 4          | 0 / 1          |                |

## Publications
Sélection des publications de Marie-Christine Lemardeley :

### Livres
- Adrienne Rich, Cartographies du silence. Lyon : Presses universitaires de Lyon, 1990, 203p.
- John Steinbeck, L’Éden perdu. Paris : Belin, coll. Voix Américaines, 2000, 128p.
- John Steinbeck, Des Souris et des Hommes. Paris : Gallimard, collection Foliothèque, 1992 ; rééditions 1998 et 2002. Essai original et dossier 206 John Steinbeck, Les raisins de la colère. Paris : Gallimard, coll. Foliothèque, 1998. Essai original et dossier 181p.
- (en) « Gists and Piths: the Free Verse Revolution in Contemporary American Poetry ». Chapter 21, A Companion to Poetic Genre, London: Wiley-Blackwell, ed. Erik Martiny, 2012: 306-318.

## Distinctions
- Chevalier de la Légion d'honneur (2010)
- Chevalier de l'ordre des Palmes académiques